# Schizotricha dichotoma
Schizotricha dichotoma is een hydroïdpoliep uit de familie Halopterididae. De poliep komt uit het geslacht Schizotricha. Schizotricha dichotoma werd in 1900 voor het eerst wetenschappelijk beschreven door Nutting. 